# Alfie McCalmont
Alfie McCalmont, född 25 mars 2000, är en engelskfödd nordirländsk fotbollsspelare (mittfältare) som spelar för Oldham Athletic på lån från Leeds United. Han representerar även det nordirländska landslaget.

## Klubblagskarriär
McCalmont är en produkt av Leeds Uniteds fotbollsakademi, dit han kom som skolpojke. Under säsongen 2018/2019 etablerade han sig i klubbens U23-lag, som under Carlos Corberáns ledning vann nationella Professional Development League.
Den 13 augusti 2019 gjorde McCalmont sin seniordebut för Leeds United med ett inhopp i ligacupsegern med 3–0 mot Salford City. Två veckor senare startade han på mittfältet mot Stoke City i samma tävling, men byttes ut i halvtid innan Leeds förlorade på straffar.

## Landslagskarriär
Den 19 september 2016 debuterade McCalmont för Nordirlands U17-lag med ett inhopp mot Spanien. Under 2017 och 2018 spelade han för U19-laget, och den 20 november 2018 gjorde han segermålet i en 3–2-match mot Kazakhstans U19-lag, vilket ledde till att han även togs ut i U21-laget. Under sommaren 2019 deltog han i det nordirländska a-landslagets träningsläger.
Den 5 september 2019 gjorde McCalmont sin seniordebut för Nordirland med ett inhopp i 60:e minuten i en träningsmatch mot Luxemburg.